# شارلين غونزاليس
شارلين ماي غونزاليس بونين مولاخ (من مواليد 1 مايو 1974) ممثلة فلبينية وشخصية تلفزيونية وفيلمية وحاملة لقب ملكة جمال. فازت غونزاليس بلقب ملكة جمال الفلبين الكون 1994ومثلت بلدها في مسابقة ملكة جمال الكون 1994 التي عقدت في مانيلا، حيث فازت بجائزة أفضل زي وطني وكانت واحدة من أفضل 6 متسابقات. وهي أيضًا مضيفة برنامج حواري حائز على جائزة وعارضة أزياء.

## الروابط الخارجية
- شارلين غونزاليس على موقع IMDb (الإنجليزية)
- شارلين غونزاليس على موقع قاعدة بيانات الفيلم (الإنجليزية)

- Official Binibining Pilipinas website - Past Titleholders

| الجوائز و الإنجازات | الجوائز و الإنجازات                             | الجوائز و الإنجازات |
| ------------------- | ----------------------------------------------- | ------------------- |
| سبقه ديندي غالاردو  | بينيبينينغ فيليبيناس للكون ملكة جمال الكون 1994 | تبعه جوان سانتوس    |